# عيدر ستيلر
عيدر ستيلر (الاسم العلمي: Polysticta stelleri)، هو نوع أحادي الطراز من الطيور يتبع أسرة البلقشاوات ضمن فصيلة البطية ضمن رتبة الأوزيات. سُمي بهذا الاسم نسبةً إلى العالم جورج فيلهلم ستيلر.